# Concerto pour piano no 1 de Ginastera
Pour un article plus général, voir Concerto pour piano.
Pour les articles homonymes, voir Concerto pour piano (homonymie).
Le Concerto pour piano no 1, Op. 28 est le premier concerto pour piano d'Alberto Ginastera, composé en 1961.

## Histoire
Ce concerto est une commande de la Fondation Koussevitzky. Il est dédié à la mémoire de Serge et Natalie Koussevitzky. Ginastera s'inspire de sa première sonate pour piano de 1952.
Il est créé par le pianiste João Carlos Martins et l'Orchestre symphonique national dirigé par Howard Mitchell (en) à Washington, le 22 avril 1961.

## Mouvements
1. Cadenza e varianti
2. Scherzo allucinante
3. Adagissimo
4. Toccata concertata

## Réception
La critique a remarqué le caractère atonal de l'œuvre, ainsi que l'influence de la musique de Béla Bartók sur ce concerto.

## L'arrangement rock
En 1973, le dernier mouvement a été réinterprété avec des instruments électroniques par le groupe de prog-rock anglais Emerson, Lake and Palmer dans leur album Brain Salad Surgery, sous son titre, Toccata.